# 824 TCN
824 TCN là một năm trong lịch La Mã.